# Společenství obcí Čertovo břemeno
Společenství obcí Čertovo břemeno je dobrovolný svazek obcí podle zákona v okresu Benešov a okresu Tábor, jeho sídlem je Sedlec-Prčice a jeho cílem je rozvoj mikroregionu, ŽP, cestovního ruchu, zaměstnanosti, propagace regionu, kulturního a přírodního dědictví regionu. Sdružuje celkem 11 obcí a byl založen v roce 2001.

## Obce sdružené v mikroregionu
- Sedlec-Prčice
- Ješetice
- Mezno
- Střezimíř
- Heřmaničky
- Červený Újezd
- Borotín
- Jistebnice
- Nadějkov
- Balkova Lhota
- Radkov